# 革吉县
革吉县（藏語：དགེ་རྒྱས་རྫོང་།，威利转写：dge rgyas rdzong，藏语拼音：Gê'gyai Zong）是中华人民共和国西藏自治区阿里地区下属的一个县。藏语中意思是“美丽富饶的土地”。狮泉河发源于境内。

## 行政区划
革吉县下辖1个镇、4个乡：
革吉镇、雄巴乡、亚热乡、盐湖乡和文布当桑乡。

## 人口
根據阿里地區第七次全國人口普查主要數據公報顯示：截止2020年11月1日零時，革吉縣常住人口為18012人。

## 交通
- 317国道过境。